# 吉布森港 (紐約州)
吉布森港（英語：Port Gibson）是位於美國紐約州安大略縣的普查規定居民點。

## 人口
根據2020年美國人口普查的數據，吉布森港的面積為3.29平方千米，當中陸地面積為3.21平方千米，而水域面積為0.08平方千米。當地共有人口405人，而人口密度為每平方千米123.1人。